# Yezognophos dilucidaria
Gnophos dilucidaria, Elophos dilucidaria, Parietaria dilucidaria · Gnophos claire
Espèce
Synonymes
- Geometra dilucidaria Denis & Schiffermüller, 1775
- Gnophos dilucidaria (Denis & Schiffermüller, 1775)
- Elophos dilucidaria (Denis & Schiffermüller, 1775)
- Parietaria dilucidaria (Denis & Schiffermüller, 1775)

La Gnophos claire (Parietaria dilucidaria (Denis & Schiffermüller, 1775)) est une espèce de papillons de nuit de la famille des Geometridae.

## Liste des taxons de rang inférieur
Selon GBIF (29 novembre 2021), qui classe toujours l'espèce dans le genre Elophos, les sous-espèces suivantes sont reconnues :
- Elophos dilucidaria carpathica (Soffner, 1932)
- Elophos dilucidaria dilucidaria Denis & Schiffermüller, 1775
- Elophos dilucidaria helvetica (Nitsche, 1926)
- Elophos dilucidaria minor (Krulikovsky, 1913)
- Elophos dilucidaria silesiaca (Nitsche, 1926)

## Systématique
L'espèce a été initialement classée dans le genre Geometra sous le protonyme Geometra dilucidaria Denis & Schiffermüller, 1775. Elle a par la suite été déplacée dans différents genres : Elophos, Gnophos, Parietaria et Yezognophos. La position actuelle dans le genre Parietaria, établie par P. Leraut en 1981, a été réaffirmée par le récent travail de phylogénie de Lee, K.M., Murillo-Ramos, L., Huemer, P., Hausmann, A., Staude, H.S., Mayr, T. & P. Sihvonen (2024): Complex evolution in thin air: Investigating female flightlessness and diel behaviour in geometrid moths (Lepidoptera). — Systematic Entomology, 1-14.
Le genre Parietaria, tout comme les genres Yezognophos, Scrupeodes et Elophos, sont très proches du genre Sciadia comprenant des espèces de haute montagne.